# Max Forsberg
Max Linus Forsberg, född 5 september 1989 i Stockholm, är en svensk fotbollsspelare (mittfältare) som spelar för Västerhaninge IF. Forsbergs yngre bror, Fredrik, är också en fotbollsspelare och de har spelat tillsammans i samtliga klubbar.

## Karriär
Forsberg inledde sin karriär i Haningepojkarna och via Tyresö FF gick han 2008 till Hammarby IF. Hammarbykarriären inleddes i talanglaget Hammarby TFF och han tog under sena 2010 en plats i A-laget med en startplats i Svenska Cup-finalen mot Helsingborgs IF. A-lagskontraktet skrevs på 1+1 år.
Inför säsongen 2013 gick han till Boo FK som då hette Nacka FF. Forsberg förlängde även sitt kontrakt över säsongen 2016. I februari 2017 värvades Forsberg av division 4-klubben Västerhaninge IF.

## Karriärstatistik
| Klubb                       | Säsong             | Liga                      | Liga    | Liga | Svenska cupen | Svenska cupen | Totalt  | Totalt |
| Klubb                       | Säsong             | Division                  | Matcher | Mål  | Matcher       | Mål           | Matcher | Mål    |
| --------------------------- | ------------------ | ------------------------- | ------- | ---- | ------------- | ------------- | ------- | ------ |
| Tyresö FF                   | 2007               | Division 2 Östra Svealand | 1       | 1    | 0             | 0             | 1       | 1      |
| Hammarby TFF                | 2008               | Division 2 Södra Svealand | 15      | 2    | 0             | 0             | 15      | 2      |
| Hammarby TFF                | 2009               | Division 2 Södra Svealand | 22      | 4    | 0             | 0             | 22      | 4      |
| Hammarby TFF                | 2010               | Division 1 Norra          | 22      | 4    | 0             | 0             | 22      | 4      |
| Hammarby TFF                | Totalt             | Totalt                    | 59      | 10   | 0             | 0             | 59      | 10     |
| Hammarby IF                 | 2010               | Superettan                | 2       | 0    | 2             | 0             | 4       | 0      |
| Hammarby IF                 | 2011               | Superettan                | 27      | 1    | 1             | 0             | 28      | 1      |
| Hammarby IF                 | 2012               | Superettan                | 14      | 1    | 1             | 0             | 15      | 1      |
| Hammarby IF                 | Totalt             | Totalt                    | 43      | 2    | 4             | 0             | 47      | 2      |
| Boo FK (2013–2015 Nacka FF) | 2013               | Division 3 Södra Svealand | 20      | 7    | 0             | 0             | 20      | 7      |
| Boo FK (2013–2015 Nacka FF) | 2014               | Division 2 Södra Svealand | 23      | 5    | 1             | 0             | 24      | 5      |
| Boo FK (2013–2015 Nacka FF) | 2015               | Division 2 Norra Svealand | 22      | 7    | 1             | 0             | 23      | 7      |
| Boo FK (2013–2015 Nacka FF) | 2016               | Division 2 Norra Svealand | 20      | 3    | 1             | 1             | 21      | 4      |
| Boo FK (2013–2015 Nacka FF) | Totalt             | Totalt                    | 85      | 22   | 3             | 1             | 88      | 23     |
| Västerhaninge IF            | 2017               | Division 4                | 21      | 14   | 0             | 0             | 21      | 14     |
| Västerhaninge IF            | 2018               | Division 4                | 18      | 22   | 0             | 0             | 18      | 22     |
| Västerhaninge IF            | 2019               | Division 3 Södra Svealand | 18      | 9    | 0             | 0             | 18      | 9      |
| Västerhaninge IF            | 2020               | Division 3 Södra Svealand | 0       | 0    | 0             | 0             | 0       | 0      |
| Västerhaninge IF            | 2021               | Division 3 Södra Svealand | 12      | 5    | 0             | 0             | 12      | 5      |
| Västerhaninge IF            | 2022               | Division 3 Södra Svealand | 5       | 0    | 0             | 0             | 5       | 0      |
| Västerhaninge IF            | 2023               | Division 3 Södra Svealand | 16      | 1    | 0             | 0             | 16      | 1      |
| Västerhaninge IF            | Totalt             | Totalt                    | 90      | 51   | 0             | 0             | 90      | 51     |
| Totalt i karriären          | Totalt i karriären | Totalt i karriären        | 278     | 86   | 7             | 1             | 285     | 87     |